# Ola Rawald
Ola Ravald, född 11 mars 1969 i Härjedalen, är en svensk längdskidtränare.
Från säsongen 2006/2007 blev Ravald landslagstränare för Kina. Fram till säsongen 2005/2006 tränade han Sveriges sprintlandslag. Ravald sägs ligga bakom Sveriges framgångar i sprint under 2006 i Turin med Björn Lind i spetsen. Ravald anställdes 2009 av Jämtlands gymnasium och jobbade heltid på vintersportprofilen i Östersund, ett skid-gymnasium som grundades 2008, då med Jyrki Ponsiluoma som ansvarig tränare för längdskidåkarna. Ravald jobbade tillsammans med Ponsiluoma fram till 2010 då Johanna Ojala fick tjänsten som heltidsanställd tränare tillsammans med Ola.
Efter några år i norska skidskyttelandslagets tränarstab återkom Ola Rawald säsongen 2016-2017 som tränare åt svenska herrlandslaget i skidor.
Han är bosatt i Östersund.

### Fotnoter
1. ↑  ”Nei i Norge ble ja i Kina” (på norska). Bergens Tidende. 6 maj 2006. http://www.bt.no/sport/vintersport/article266833.ece. Läst 31 juli 2007.